# Alfonso Cerón (ajedrecista)
Alfonso Cerón (o Xerone o Girón) (c.1535 en Granada - Gerona), fue un ajedrecista, escritor, sacerdote y canónigo del español siglo XVI. Escribió un libro sobre ajedrez: De latrunculorum ludo o Del juego del Ajedrez (según Nicolás Antonio, «Bibliotheca Hispana Nova» Tomo I, Madrid 1783, p. 17. Primera edición, Roma 1673 I, 13), del que no se conoce hoy ningún ejemplar.

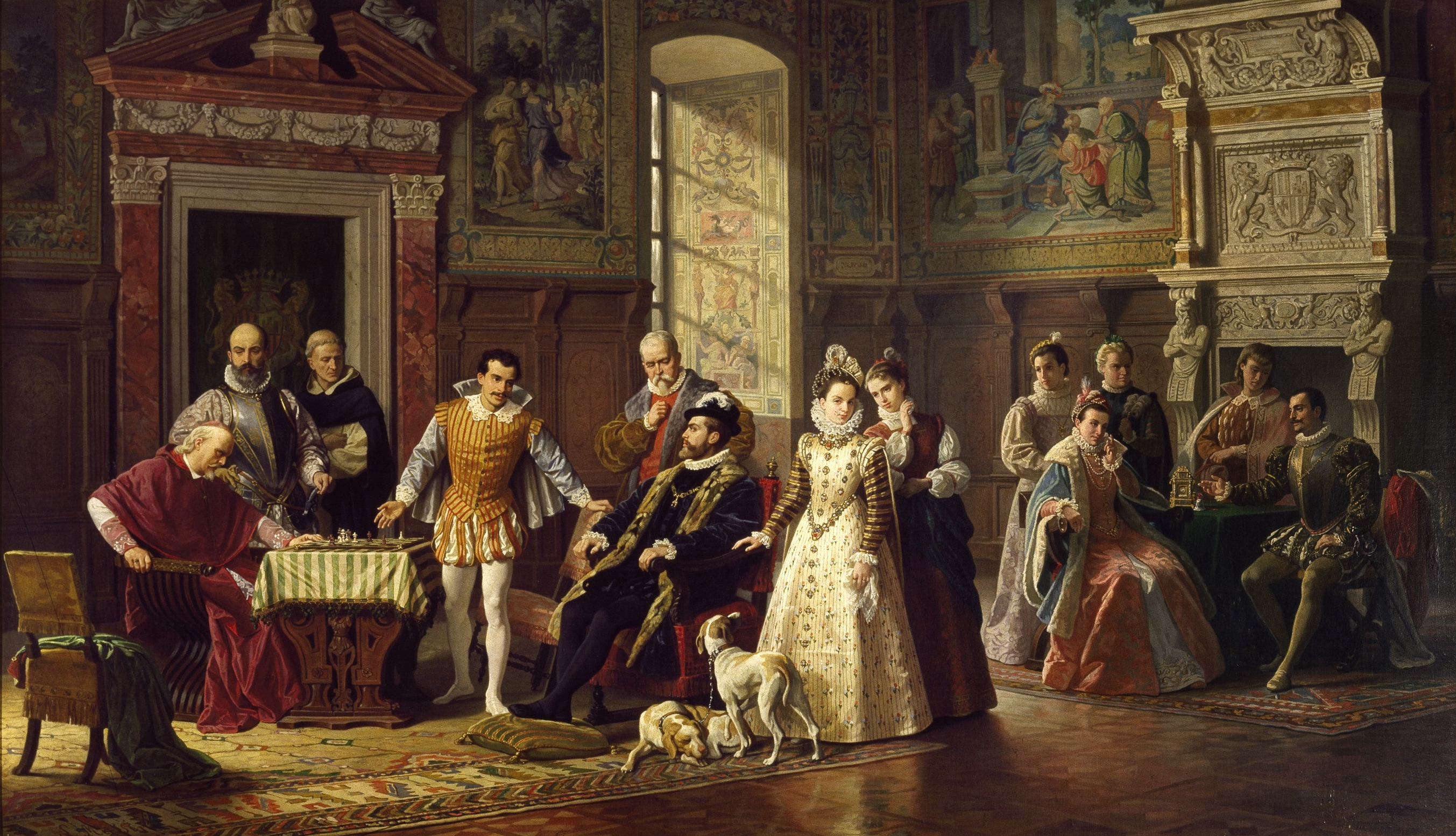
Partida de ajedrez entre Ruy López y Leonardo da Cutri en la corte española, por Luigi Mussini (1886).

Era considerado uno de los mejores ajedrecistas de su época en Europa. En esa cualidad fue invitado por el rey Felipe II al torneo celebrado en 1575 en El Escorial (Madrid, España). Allí estuvieron también el extremeño Ruy López, creador de la apertura española, y los mejores ajedrecistas italianos, Leonardo da Cutri "Il Puttino", y Paolo Boi el Siracusano. Venció el torneo Leonardo da Cutri. Esta prueba es calificada por los historiadores como el primer torneo internacional de maestros y la primera en ser documentada.